# Programa Nacional de Observación de la Tierra por Satélite
El Programa Nacional de Observación de la Tierra por Satélite o PNOTS es un programa gubernamental español cuyo objetivo es la puesta en órbita y explotación de dos satélites de observación terrestre de uso civil y militar. El programa comenzó a desarrollarse en el año 2007.

## Historia
Con la llegada del fin de la vida útil del satélite Helios 2 que proporcionaba imágenes de la Tierra para uso civil y militar, el gobierno español decidió su participación en el programa multinacional MUSIS. Con el objetivo de fortalecer la industria y capacidades tecnológicas españolas, el gobierno decidió también poner en marcha un programa nacional, el PNOTS. En julio de 2007 los ministros de defensa y de industria firmaron un acuerdo por 325 millones de euros para desarrollar dos satélites, uno óptico y otro radárico:
- El satélite óptico Ingenio estaba orientado principalmente a uso civil y buscaba proporcionar 100 imágenes fotográficas diarias de cualquier punto de la Tierra. Resultó destruido durante su lanzamiento desde el Puerto espacial de Kourou en noviembre de 2020.

- El satélite radárico PAZ es de uso principalmente militar[2] y puede captar 64 imágenes diarias de la Tierra, incluso en la oscuridad o en condiciones climatológicas adversas.[4] Es el primero en estar en órbita, su fecha de lanzamiento fue el 22 de febrero de 2018 desde la base aérea de Vandenberg, en California (Estados Unidos).[5][6]

En 2019 se supo que el Ministerio de Defensa estudiaba la posibilidad de que el PNOTS fuese sucedido por un segundo programa llamado PNOTS 2.